# Мэрилин Мэнсон
Мэ́рилин Мэ́нсон (англ. Marilyn Manson; настоящее имя — Бра́йан Хью Уо́рнер; англ. Brian Hugh Warner; род. 5 января 1969, Кантон, Огайо, США) — американский рок-певец, композитор, актёр, поэт-песенник, художник и бывший музыкальный журналист, основатель и бессменный лидер рок-группы Marilyn Manson. Его сценический псевдоним сформирован из сложения имён двух американских знаковых фигур, а именно актрисы Мэрилин Монро и преступника Чарльза Мэнсона.

## Детство
Брайан Хью Уорнер родился в Кантоне, Огайо, США. Он был единственным ребёнком в семье торговца мебелью Хью Ангуса Уорнера (07.05.1945—07.07.2017) и медсестры Барбары Уайнер Уорнер (19.08.1946—13.05.2014), у него польские, немецкие, английские и ирландские корни. Он также утверждал, что его мать, чья семья была родом из Аппалачей в Западной Вирджинии, имела малые корни индейцев сиу. В автобиографии The Long Hard Road Out of Hell он описал сексуальные фетиши деда Джека Уорнера (1919−1993), которые сильно повлияли на его мировоззрение.
В детстве он посещал со своей матерью Епископальную церковь, хотя его отец был католиком. Брайан ходил в среднюю школу «Наследие христианской школы» с первого по десятый класс. В этой школе его преподаватели старались показать детям, какую музыку им нельзя слушать. Затем Уорнер влюбился в то, что он «не должен был слушать». Позднее был переведён в обычную среднюю школу имени кардинала Гиббонса в Форт-Лодердейл, штат Флорида, которую окончил в 1987 году.
Является дальним родственником (четвероюродным кузеном двойной отдалённости) Патрику Бьюкенену.
Крёстный отец Лили-Роуз Депп.

## Карьера

### Музыка
После того как Брайан окончил школу во Флориде, он нашёл себе работу в местном музыкальном журнале. Там он исполнял функции репортера и музыкального критика, в свободное время сочиняя стихи. В 1989 году Брайан вместе с гитаристом Скотом Патески создал свою рок-группу. Он решил взять себе новое имя: Мэрилин Мэнсон (Marilyn Manson), состоящее из фрагментов имён двух совершенно разных людей: кинозвезды Мэрилин Монро и маньяка-убийцы Чарльза Мэнсона. В дальнейшем другие участники группы следовали примеру лидера, выбирая себе аллонимы по сходному шаблону (Скот Патески превратился в Дэйзи Берковица, Брайан Тютюнник — в Оливию Ньютон-Банди, Пери Пандреа — в За За Спека, и т. д.).
Первоначальное название группы — Marilyn Manson and The Spooky Kids: Мэнсон пел, а Берковиц выступал в качестве основного гитариста и программиста драм-машины. Самый ранний известный состав группы включал в себя Мэрилина Мэнсона (вокал), Дэйзи Берковица (гитарист и оператор драм-машины), Оливию Ньютон-Банди (англ. Olivia Newton-Bundy) (бас) и За За Спека (англ. Zsa Zsa Speck) (клавишные). Ньютон-Банди и Спек вскоре ушли, а вместо них в строй встали басист Гиджет Гейн (англ. Gidget Gein, умер 9 октября 2008 года на 39-м году жизни от передозировки героина) и клавишник Мадонна Уэйн Гэси (англ. Madonna Wayne Gacy).
Сначала группа выступала на разогреве у Nine Inch Nails. Тренту Резнору понравился молодой коллектив, и он стал другом и неформальным наставником его участников. Тонко продуманная рекламная кампания сразу выдвинула на передний план лидера и вокалиста группы, оставляя в тени всех остальных. Созданный им логотип группы состоял из надписи «MARILYN MANSON», выполненной в стиле фильмов ужасов («капающим» шрифтом), выше надписи располагался нежный взгляд Мэрилин Монро, а ниже — безумный взгляд Чарльза Мэнсона. Практически сразу была выпущена серия сувениров с этим изображением; кроме того, разрекламировать группу помогли обширные связи Мэнсона в журналистских кругах.
Концертные выступления группы характеризировались широким применением различных аттракционов; использовалось все, что могло усилить впечатление: бутерброды с ореховым маслом, которые разбрасывались со сцены, распятые или заключенные в клетки девушки, лысые козлиные головы, обнаженка и применение открытого пламени. У Гэси (клавишные) была маленькая кабинка, подписанная «Pogo’s Playhouse», в которой находились его синтезаторы. Берковиц мог играть в юбке, лифчике и длинном парике из светлых волос, его гитара висела очень низко и изо рта торчала сигарета, дополняя образ «плохого парня». Все это использовалось для получения максимального эффекта.
В декабре 2010 года Мэрилин Мэнсон снялся в клипе брунейской альтернативной группы D'Hask, в котором также приняли участие актриса Бай Лин и певица Джоджо.
30 сентября 2017 года, во время выступления на сцене Hammerstein Ballroom в Нью-Йорке, Мэнсон получил травму от падения сценического реквизита, сломав в двух местах малоберцовую кость, что потребовало вставки в кость пластины и десяти винтов, и ещё одного винта в лодыжку, которую он вывихнул во время шоу в Питтсбурге.
Сценический образ
Свой псевдоним Мэрилин Мэнсон составил из имён двух культовых личностей: актрисы, модели и секс-символа 50-х годов Мэрилин Монро (от неё Мэнсон взял имя) и убийцы, маньяка и создателя секты «Семья» (англ. Family) Чарльза Мэнсона (от него он взял фамилию).
Основой концертного образа Мэнсона является белый грим. Также он красит губы в красный цвет.
Мэнсон получил широкую известность благодаря своим перформансам в стилистике шок-рока. Например, когда Marilyn Manson была ещё начинающей группой, на одном из концертов Мэнсон достал библию и начал её рвать со словами: «Вы позволяете богу управлять своей жизнью?» Позже директор площадки, на которой проходил этот концерт, заявил, что больше никогда не закажет их в свое заведение.
Также на концертах специально строят декорации, которые возмущают общественность, например кресты.

### Кино и телевидение
Мэнсон дебютировал в качестве актёра в фильме Дэвида Линча «Шоссе в никуда», который вышел в прокат в 1997 году. В 1998 году Мэнсон снялся в фильме «Королевы убийства», в котором также снялась его подруга Роуз Макгоуэн. В 2003 году он снялся в роли Кристины в фильме «Клубная мания». В 2004 году Мэнсон появляется в фильме Азии Ардженто «Цыпочки». В 2007 году Мэнсон сыграл роль бармена в фильме «Вампирша». Также Мэнсон появлялся в документальном фильме Майкла Мура «Боулинг для Колумбины», где дал интервью.
Мэнсон работал над собственным проектом в большом кино. Он снимал фильм «Фантасмагория: Видения Льюиса Кэрролла», в котором должен был сыграть роль Льюиса Кэрролла, автора книги Алиса в Стране Чудес. Бюджет фильма составлял $4.2 миллиона. В 2007 году проект был остановлен на неопределенный срок. В 2011 году ожидалась премьера фильма «Splatter Sisters», в котором Мэнсон снимется со своей бывшей подругой Эван Рэйчел Вуд.
6 октября 2010 года на американском канале The Biography Channel состоялась премьера биографического фильма о Мэнсоне и его группе, в котором приняли участие его близкие и друзья. В фильме приняли участие: Оззи Осборн, Шэрон Осборн, Элис Купер, Джонатан Дэвис, Джоуи Джордисон, Твигги Рамирес, Эван Рэйчел Вуд, Кит Флинт и другие.
В 2012 году Мэнсон снялся в фильме французского режиссёра Квентина Дюпьё «Wrong Cops» («Неправильные копы»).
В 2013 году Мэрилин сыграл эпизодическую роль в своём любимом сериале «Блудливая Калифорния». Известный музыкант появился в двух эпизодах шестого сезона.
В 2014 году Мэрилин снялся в нескольких эпизодах 7 сезона сериала «Сыны анархии», где он сыграл неонациста по имени Рон Талли.
Является поклонником сериалов «Блудливая Калифорния» (снялся в 6 сезоне, в роли самого себя), «Остаться в живых» и «Eastbound & Down». Кроме того, Мэнсон нарисовал портрет Джона Локка.
В 2016 году снялся в третьем сезоне сериала «Салем» в роли цирюльника-социопата Томаса Динли. В 2020 году вышел сериал «Новый Папа», в четвёртом эпизоде которого Мэрилин Мэнсон исполнил роль самого себя.
В 2020 году Мэнсон был приглашённой звездой в телесериале «Новый папа», в котором он лично встретился с Папой Римским и рекомендовал ему посетить предыдущего Папу Римского, который лежит без сознания в коме.

### Другие предприятия
Мэрилин запустил Mansinthe — свой собственный бренд швейцарского абсента, который получил неоднозначные отзывы; некоторые критики описали вкус как «просто плоский», но он занял второе место после Версент в пятерке абсента и выиграл золотую медаль на конкурсе World Spirits 2008 в Сан-Франциско. Другие рецензенты, такие как критики в Обществе Полыни, дали абсенту умеренно высокую оценку.

## Искусство
Брайан также известен своими художественными способностями. Он пишет акварелью с 1999 года по сей день. На данный момент написано более 150 картин. Картины Мэнсона выставлялись на выставках в Москве, Лос-Анджелесе, Майами, Афинах, Париже, Берлине, Вене и в других городах.
В январе 2011 года Мэнсон совместно с известным режиссёром-сюрреалистом Дэвидом Линчем выпустили совместную книгу-каталог собственных работ, которые были показаны на выставке картин Мэнсона «Genealogies of Pain», проходившей в июне-июле 2010 года в Вене, Австрия.

## Благотворительность
Мэнсон поддерживал различные благотворительные дела на протяжении всей своей карьеры. В 2002 году он работал с Фондом Make-A-Wish, чтобы сотрудничать с поклонником, у которого была диагностирована опасная для жизни болезнь. 16-летний Эндрю Бейнс из Теннесси был приглашен в студию звукозаписи группы, чтобы записать бэк-вокал для своего будущего альбома The Golden Age of Grotesque. Мэнсон сказал на своем веб-сайте: «Вчера я провел день с Эндрю, который напомнил мне, что вещи, которые я создаю, становятся полными только теми, кто ими наслаждается. Я просто хочу сказать спасибо Эндрю за то, что он поделился со мной таким важным желанием.». Он участвовал в мероприятии Oxfam 2013 «Rumble in the Jumble», которое собрало деньги для оказания помощи жертвам домашнего и сексуального насилия в Демократической Республике Конго. Мэнсон поддерживал различные организации — такие, как Music for Life и Little Kids Rock — которые предоставляют доступ к музыкальным инструментам и образованию детям из малообеспеченных семей. Он также работал с проектом Nightlight, группой, которая поощряет детей и подростков выступать против физического и сексуального насилия. В декабре 2019 года Мэрилин посетил благотворительный концерт в поддержку бездомной ЛГБТ-молодёжи «Home for the Holidays», организованный певицей Синди Лопер.

## Личная жизнь, интересы
С 1992 года по 1997 год Мэнсон встречался с Мисси Ромеро.
В 1997 году начал встречаться с Роуз Макгоуэн, с которой впоследствии был помолвлен, но в начале 2001 года помолвка была расторгнута.
В 2001 году Мэнсон познакомился с танцовщицей бурлеска, моделью и художником по костюмам Дитой фон Тиз. В 2004 году он сделал ей предложение, в конце 2005 года они поженились. Свадьба состоялась в одном из дворцов Ирландии, в стиле 1930-х годов. 2 года спустя фон Тиз объявила о разводе, причиной которого назвала «непримиримые разногласия». «Сильное пьянство» и отстранённое поведение Мэнсона также были названы причиной раскола. Решение о разводе было вынесено Верховным судом Лос-Анджелеса 27 декабря 2007 года.
С декабря 2006 года по октябрь 2008 года Мэнсон встречался с молодой актрисой Эван Рэйчел Вуд. С марта по декабрь 2009 года встречался с американской порноактрисой и моделью Стойей. В декабре 2009 года возобновил отношения с Эван Рэйчел Вуд, а в январе 2010 сделал ей предложение, на которое она ответила согласием. В августе 2010 года помолвка была расторгнута из-за разногласий.
В конце октября 2010 года в Интернете появились слухи, что Мэнсон встречается с победительницей 7-го сезона шоу «Топ-модель по-американски» Кэриди Инглиш. Эта информация была опровергнута самой Кэриди в её микроблоге на сайте Twitter, где она заявила, что они просто друзья.
В мае 2020 года женился на Линдси Юсич, с которой впервые был замечен 14 августа 2010 года. Линдси Юсич — профессиональный фотограф.
Проживал в Голливуде с 1998 года по 2021. Он продал свой дом в Голливуде за 1 млн 835 тыс. долларов. Об этом сообщает TMZ. По информации издания, в доме имеется три спальни с ванными комнатами и гардеробными. Также в здании есть спортзал, студия звукозаписи и домашний офис. Любимый напиток — абсент; в 2015 году Мэнсон заявил, что больше не употребляет его. Также имеет собственную марку под названием Mansinthe.
Мэнсон охотно слушает музыку Дэвида Боуи, Kiss, Оззи Осборна, Пи Джей Харви, Принса, Джеффа Бакли, Кэта Стивенса, Slayer и Yeah Yeah Yeahs.

### Обвинения в насилии
В 2021 году несколько женщин обвинили Мэнсона в психологическом и сексуальном насилии над ними, но он отверг эти обвинения.
1 февраля 2021 года актриса Эван Рэйчел Вуд обвинила Мэрилина Мэнсона в психологическом, физическом и сексуальном насилии в социальных сетях. После заявления Эван Рэйчел Вуд аналогичные заявления сделали ещё четыре женщины: Сара Макнилли, Эшли Линдси Морган и Габриэла и Эшли Уолтерс. Вскоре после заявлений Мэрилин Мэнсон был вырезан из третьего сезона сериала Американские боги, также было прекращено производство эпизода сериала Калейдоскоп ужасов с его участием. Звукозаписывающий лейбл Loma Vista Recordings, который выпустил два предыдущих альбома Мэнсона Heaven Upside Down (2017) и We Are Chaos (2020) заявил о прекращении работы с артистом. Сенатор американского штата Калифорния Сьюзан Рубио обратилась к директору ФБР Кристоферу Рэю и к исполняющему обязанности Генерального прокурора США Монти Уилкинсону, призывая их расследовать обвинения, выдвинутые против Мэрилина Мэнсона.

Мэрилин Мэнсон прокомментировал обвинения в свой адрес, назвав их искажением реальности. 
Мои творчество и личная жизнь давно вызывают неоднозначную реакцию, однако недавние утверждения обо мне стали жутким искажением реальности. Я всегда вступал в интимные отношения исключительно по обоюдному согласию. Правда в том, что кто-то — неважно, как и для чего — решил сейчас исказить прошлое
30 апреля 2021 года появилась информация о том, что одна из предполагаемых жертв насилия актриса Эсме Бьянко подала гражданский иск против Мэнсона в Федеральный окружной суд США Центрального округа штата Калифорния с требованием возмещения морального ущерба. Адвокат Мэнсона Говард Кинг заявил, что обвинения в адрес его клиента являются ложными, что он намерен доказать это в суде. Он также добавил, что Бьянко и её юристы подали иск после того, как Мэнсон отказался удовлетворить их финансовые требования.
Его бывшая жена Дита фон Тиз заявила: «обнародованные детали не соответствуют моему личному опыту за 7 лет совместной жизни».
24 января 2025 года окружной прокурор Лос-Анджелеса Нэйтан Хокман заявил, что Мэнсону не будут предъявлены обвинения в сексуальном или домашнем насилии, после четырёх лет расследования дело было прекращено в связи с превышением срока давности.

## Взгляды
В одном из интервью Мэнсон заявил о своей дружбе с одним из идеологов сатанизма Антоном ЛаВеем; Причем ранее, он также утверждал, что ЛаВей назначил его служителем в Церкви Сатаны. Позже в своей карьере Мэнсон преуменьшил это обстоятельство, сказав, что он «необязательно» был одной из главных фигур: «это было что-то раньше … это был мой друг, который сейчас мёртв, который был философом, у которого я думал, что многому научился». Сама Церковь Сатаны позже подтвердила, что Мэнсон никогда не был рукоположён в качестве священника в их церкви.

Несмотря на это, Мэнсона называют «самым известным сатанистом всех времён» с сильными антихристианскими взглядами и социальными дарвинистскими наклонностями. Однако Мэнсон это отрицает и заявляет следующее:
«Я не мизантроп. Я не нигилист. Я не атеист. Я верю в духовность, но она действительно должна исходить откуда-то ещё. Я давно понял, что нельзя пытаться изменить мир, можно просто попытаться что-то сделать в нём. Я думаю, что это моя духовность, это внесение чего-то в мир. Если брать все основные принципы любой религии, то она обычно о созидании. Есть и разрушение, но созидание по сути. Я был воспитан христианином. Я ходил в христианскую школу, потому что мои родители хотели, чтобы я получил лучшее образование. Но когда меня выгнали, меня отправили в государственную школу, и дети из государственных школ стали избивать меня ещё больше. Но потом я бы пошёл на Пасху моего друга и повеселился бы». 
Мэнсон также знаком с произведениями Алистера Кроули и Фридриха Ницше. Он цитирует Кроули на протяжении всей своей автобиографии, включая главное изречение Телемы: «Делай что хочешь, таков весь Закон». Эзотерическая тематика Кроули является важной темой многих ранних работ Мэнсона.

### Политические взгляды
Мэнсон никогда открыто не заявлял о своих политических взглядах. Он против политики в целом как формы управления людьми. Он об этом говорил во многих интервью. Он заявляет, что политика и религия всегда противопоставлялись искусству, и призывает людей объединяться в искусстве. Кроме того, он отказал в 2018 году Джо Экзотику принять участие в борьбе за пост губернатора Алабамы и негативно высказался о двухпартийной и электоральной системах в США. Он также выразил особую ненависть к идеям Джорджа Буша и к идеям особого влияния консерватизма. В 2008 году на выборах в США в первый и единственный раз проголосовал за кандидатуру Барака Обамы.

## Дискография

### Студийные альбомы
- Portrait of an American Family (1994)
- Antichrist Superstar (1996)
- Mechanical Animals (1998)
- Holy Wood (In the Shadow of the Valley of Death) (2000)
- The Golden Age of Grotesque (2003)
- Eat Me, Drink Me (2007)
- The High End of Low (2009)
- Born Villain (2012)
- The Pale Emperor (2015)
- Heaven Upside Down (2017)
- We Are Chaos (2020)
- One Assassination Under God - Chapter 1 (2024)

## Фильмография
| Год  |     | Русское название                 | Оригинальное название                   | Роль                          |
| ---- | --- | -------------------------------- | --------------------------------------- | ----------------------------- |
| 1996 | кор | Антихрист-суперзвезда            | Anti-Christ Superstar                   | Антихрист-суперзвезда         |
| 1997 | ф   | Шоссе в никуда                   | Lost Highway                            | Порно-звезда                  |
| 1998 | с   | Звёздные бои насмерть            | Celebrity Deathmatch                    | в роли самого себя            |
| 1999 | ф   | Королевы убийства                | Jawbreaker                              | Незнакомец                    |
| 2003 | ф   | Клубная мания                    | Party Monster                           | Кристина                      |
| 2004 | ф   | Цыпочки                          | The Heart Is Deceitful Above All Things | Джексон                       |
| 2005 | ки  | Area 51                          | Area 51                                 | Эдгар                         |
| 2007 | ф   | Вампирша                         | Rise: Blood Hunter                      | Бармен                        |
| 2010 | с   | Не телевидение, а просто кошмар! | Tim and Eric Awesome Show, Great Job!   | Тёмный человек                |
| 2011 | с   | Суп                              | The Soup                                | Джуда Фридлендер              |
| 2012 | кор | Неправильные копы: Глава 1       | Wrong Cops: Chapter 1                   | Дэвид Долорес Фрэнк           |
| 2013 | с   | Блудливая Калифорния             | Californication                         | в роли самого себя            |
| 2013 | ф   | Неправильные копы                | Wrong Cops                              | Дэвид Долорес Фрэнк           |
| 2013 | с   | На дне                           | Eastbound & Down                        | Роллер Ринк Сервер            |
| 2013 | с   | Однажды в сказке                 | Once Upon a Time                        | Тень                          |
| 2014 | с   | Сыны Анархии                     | Sons of Anarchy                         | Рон Талли                     |
| 2015 | ф   | Давай я сделаю тебя мучеником    | Let Me Make You a Martyr                | Поуп                          |
| 2017 | с   | Салем                            | Salem                                   | Томас Динли                   |
| 2019 | с   | Новый Папа                       | The New Pope                            | в роли самого себя            |
| 2020 | ф   | Новые мутанты                    | The New Mutants                         | Улыбающийся человек (озвучка) |

## Книги
- «Долгий, трудный путь из ада» (1998)
- Holy Wood (Не издана)
- «Генеалогия боли» (2011)
- «Кампания» (2011)
- «Новая автобиография» (Планируется к изданию)